# ژائو شوانگ
ژائو شوانگ (انگلیسی: Zhao Shuang؛ زادهٔ ۲۱ ژوئن ۱۹۹۰) بازیکن بسکتبال زن اهل چین است.
وی در مسابقات کشوری و بین‌المللی در مجموع برندهٔ ۱ مدال طلا، ۲ مدال برنز شده‌است.